# Gonomyia isolata
Gonomyia isolata là một loài ruồi trong họ Limoniidae. Chúng phân bố ở miền Tân bắc.